# 軽量スポーツ航空機

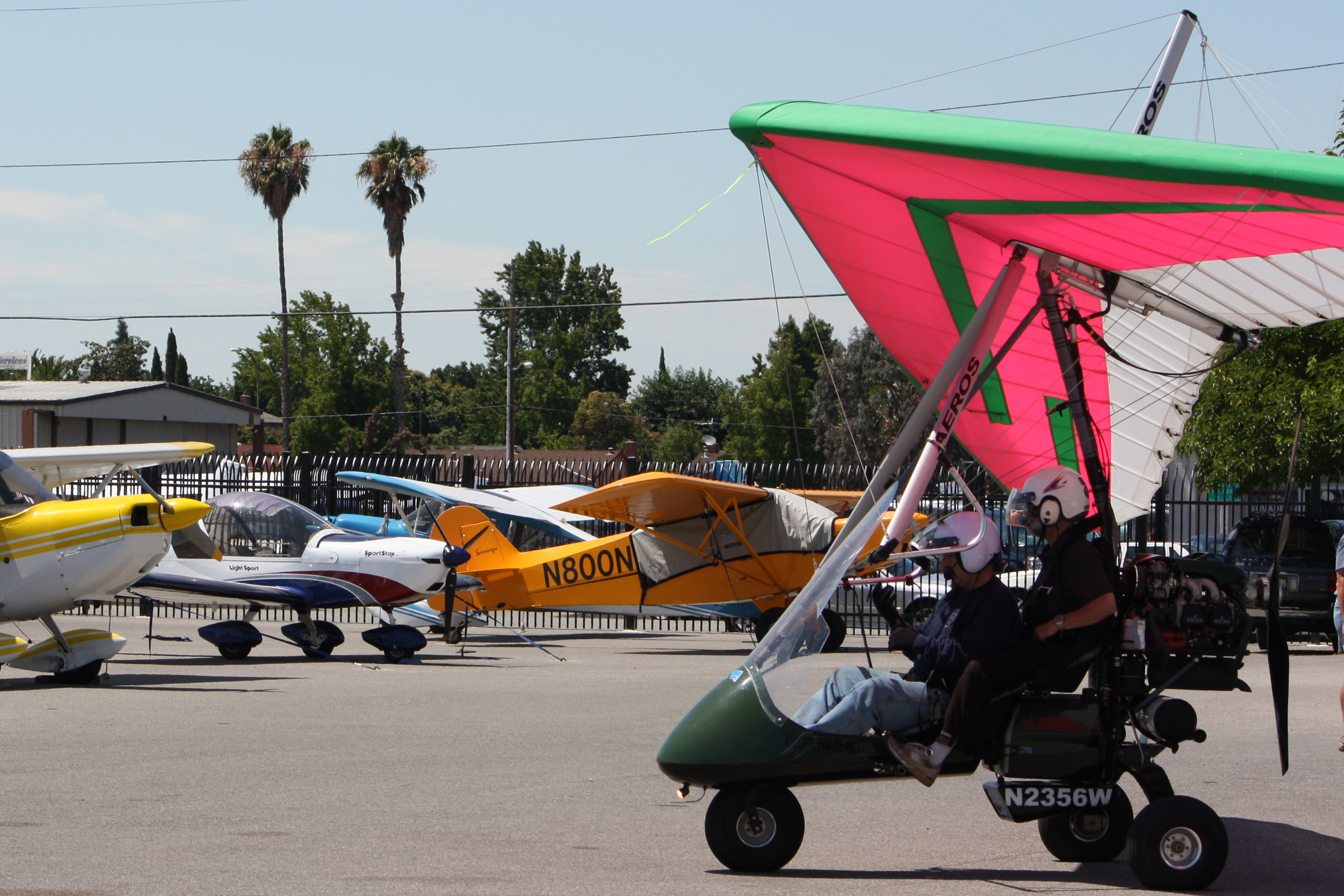
様々なLSA。前景の機体がE-LSAであるAntares USA Ranger 体重移動操縦型機。 背景には、陸上機のS-LSAであるEvektor SportStarおよび水上機のS-LSAであるZlin Savage Cub。S-LSA、E-LSAはアメリカ合衆国におけるLSAの区分。

軽量スポーツ航空機（けいりょうスポーツこうくうき、LSA）とは、国土交通省航空局サーキュラーNo.1-006で定義される研究開発用航空機等の一種であり、製造者が設計、製造および品質保証を行い、LSAに関するASME規格に適合を示した航空機のうち、キットから作製したものを除いた航空機である。本項では、軽量スポーツ航空機に類似した各国のLSAについても述べる。なお、LSAの正式名称は各国で異なるため、本項ではLSA全般に言及する場合および特に強調して区別する必要がない場合、単にLSAと表記する。

## LSAの概要
LSAは、小型、軽量で飛行操作が単純な航空機の新しいカテゴリである。
LSAはウルトラライト機(マイクロライト機)よりも洗練され、重量が大きい傾向にあるが、重量及び性能についての制限によって、既存のゼネラルアビエーション機のカテゴリから分離されている。LSAについての世界的に通用する標準的な定義はない。

## 各国のLSA
各国で正式名称が異なり、各国の民間航空統治機関はLSAを定義する要件、規定、法規をそれぞれ独自に持っている。
従って、各国の機体要件は類似であるものの、完全には一致せず、運用制限、操縦資格などは各国で異なる。
例えば、日本で2人乗り超軽量動力機として扱われる機体は、アメリカ合衆国ではUltralight VehicleではなくLSAである。逆にアメリカ合衆国ではLSAに分類されるキット機は、日本ではLSAではなく自作航空機となる。
また、アメリカ合衆国、オーストラリアではグライダー、気球、飛行船もLSAに含まれるが、ヨーロッパ、日本ではいずれもLSAではない。

### アメリカ合衆国
2004年9月1日、新たな区分として"Light-Sport Aircraft"を定義したアメリカ連邦航空規則が施行された。
このとき同時に"Light-Sport Aircraft"の操縦士資格("Sport Pilot")、教官資格、整備士資格についても新たな区分が追加された。
アメリカ合衆国のLSAは、他の国におけるマイクロライト機・ウルトラライト機の定義に類似しているが、アメリカ合衆国のLSAの最大離陸重量要件が1,320 lb (599 kg)と比較的寛大であることを除けば、他の国のマイクロライト機は対気速度制限や可変ピッチプロペラの使用が許可されるなど、アメリカ合衆国のLSAよりも制限が緩い。
一方で、アメリカ連邦航空規則で定義されるUltralight Vehiclesは、極めて軽量（動力機で254 lb (115 kg)以下、無動力機で155 lb (70 kg)以下）
な1人乗りで、燃料容量5 U.S. gal (19 L)以下、最高速度55 kn (102 km/h)以下、失速速度24 kn (44 km/h)以下という制限が設けられており、その代わり、操縦士免許、身体検査、機体登録が免除されている。
LSAとして認証された航空機は、Ultralight Vehiclesの制限を超えており、パイロットに対して少なくともSport Pilot免許を所持することを要求する。LSA要求に合致した設計の航空機と同様に、かつてUltralight Vehiclesの規定を違反していた重量過大なウルトラライト機もLSAに含まれる。
LSAとして設計された航空機に加えて、初期のパイパー・カブのような従来の認証済み航空機も、LSA要件に当てはまるようになることから、Sport Pilot免許で操縦できるようになる。ただし、航空機の認証はLSAに再認証されることなく、従来の認証を継続することになる。
いくつかの設計者と自作キット機メーカーはLight-Sport Aircraft要件に適合した機種の開発を行っている。
2012年7月、アメリカ連邦航空局はLSAプログラムを見直す可能性を示唆した。これは連邦航空局の研究において、対象となった大部分のLSA製造メーカーが、規格への適合を示すことに失敗したことを受けたもので、連邦航空局は結果的に「製造メーカーによる「適合宣言書」に依存した当初の方針は（中略）再考すべきだ」と公表した。これに対して、一般航空のオーナー及びパイロットで構成される業界団体AOPAは、今回の事態は熟成した規格への正常な進歩であり、法規に対する重大な変更は期待しておらず、連邦航空局によるより厳格な適合性審査を期待していると指摘した。

#### 機体要件
アメリカ連邦航空規則§1.1では"Light-Sport Aircraft"を、ヘリコプターとパワード・リフト機を除いた航空機のうち、初回認定以降、継続して後述の要件を満足する航空機と定義している。
- 航空機の種類：飛行機（陸上機/水上機）、ジャイロプレーン、飛行船、気球、体重移動操縦型機（所謂「トライク」、陸上機/水上機）、グライダー、動力付きパラシュート型機
- 最大離陸重量:1320lbsまたは1430lbs（水上機）
- 最大失速速度[注 2]:45kn
- 水平飛行における最大速度[注 2]:120kn（動力機）
- 超過禁止速度[注 2]:120kn（グライダー）
- 最大座席数:2座
- 最大エンジン数:1（動力機）[注 3]
- プロペラ：固定ピッチまたは地上で調整可能（モーターグライダーを除く）、固定ピッチまたはフェザリング機能付きプロペラ（モーターグライダー）
- キャビン：非与圧
- ローター：固定ピッチ、セミリジッド、シーソー型ローターヘッド、2枚ブレード（ジャイロプレーンの場合）
- 降着装置：固定式（水上機、グライダーを除く）

#### 航空機認証
通常の機体登録番号（N番号）を得ることができる。
アメリカ合衆国のLSAは次の2種類に分類される。

##### Special Light Sport Aircraft (S-LSA,SLSA)
- 航空機は産業的にコンセンサスを得た標準（ASTM F37技術委員会により定義されるASTM標準）を満足しなければならない。
- 完成機の製造・販売が可能である。
- スポーツ、レクリエーション、飛行訓練、および賃貸に用いることが出来る。
- キット機 (E-LSA) として販売する前に、完成機としてS-LSA認証を得る必要がある。

##### Experimental Light Sport Aircraft (E-LSA,ELSA)
- キットまたは図面から製造した航空機。通常のキット機が含まれるExperimental-Amateur Built(E-AB)14 CFR §21.191の対象とならない。
- 機体所有者のスポーツ、レクリエーション、飛行訓練に用いることができる。
- ウルトラライト機として運用されていたもののpart 103 Ultralight Vehicleの定義に当てはまらない機体については、Experimental Light Sport Aircraft (E-LSA)の認証を得ることができる。これらの機体は2008年1月31日までにE-LSAカテゴリーに変更しなければならない。

#### 飛行条件
パイロットはSport Pilot資格、またはより上位の操縦士資格が求められる。
また飛行条件はLSAの機体要件のみでは決定されない。機体と搭載された機器およびパイロットの資格によって飛行可能な条件は変わりうる。
例えば、アメリカ連邦航空規則§91.205に規定された装置を備え、夜間飛行が許容された機体を用いて、夜間飛行に対応した身体検査証明と少なくとも夜間飛行に対応した自家用操縦士免許を持つパイロットが操縦する場合、夜間飛行も実施できる。

#### Sport Pilot資格
Light-Sport Aircraftの制定と同時に制定されたアメリカ合衆国内のみ有効な技能証明区分であり、操縦可能な機体はLSAの機体要件を満足する機体のみであるが、自家用操縦士及びSport Pilot規定以前から存在する比較的低コストで取得可能なRecreational Pilot規定よりも短時間、低コストで取得可能とされる。またより上位の操縦資格を目指し、Sport Pilot資格による飛行時間を加算することが出来る。そのため、航空会社や軍の将来的なパイロット需要に備え、より多くの適格なパイロットを育成する目的も併せ持つ。
Sport Pilot免許での主な飛行条件は次の通り。
- LSA機体要件を満足する航空機（即ち、LSAとして認定されていなくともLSA要件を満足する機体も含まれる）による昼間有視界飛行方式のみ
- 乗員：パイロット含め2名まで
- 高度制限：高度10,000フィートまたは地面から2000フィートのどちらか高い方。
- 飛行可能空域：交信を必要としない管制空域(Class E)及び非管制空域(Class G)。但し、必要な訓練を受け、飛行日誌に訓練を受けた証明を得ることで、交信が必要な管制空域(Class B,C,D)も飛行可能となる。
- 禁止事項：物品の曳航および何らかの収益につながりうる乗客・物品の輸送

### オーストラリア
2006年1月7日にLight Sport Aircraftに対する新たな認証区分が施行された。このカテゴリは既存の区分を置き換えるものではなく、以下の要件を伴った新しい区分として創出された。

#### 機体要件
（出典:AC 21-41v1.1）
- 航空機の種類：固定翼動力機（飛行機）、動力付きパラシュート型機、体重移動操縦型機、グライダー、気球、飛行船、ジャイロプレーン
- 最大離陸重量:600kg（陸上機）、650kg（水上機）、560kg（軽航空機）
- 最大失速速度[注 2]:着陸形態で45kn
- 水平飛行における最大速度[注 2]:制限なし（グライダー除く）、135kn（グライダー）
- 最大座席数:2座（パイロット含む）。座席を持たない気球の場合、搭乗者2名まで。
- 最大エンジン/モーター数:1（動力機の場合）[注 4]
- プロペラ：固定ピッチまたは地上で調整可能
- キャビン：非与圧
- 降着装置：固定式（グライダーを除く陸上機）、固定式または陸上発着用引込式降着装置（水上機）

工場で製造された航空機、キットから製造されたホームビルト機のいずれもLSAとなりうる。

### ヨーロッパ連合
2011年7月4日、欧州航空安全庁によって、既存の標準化された欧州軽飛行機認証標準(European Light Aviation 1, ELA 1)の枠組みの中に、アメリカ合衆国のLSA規定を大きく取り入れ、Light Sport Aeroplanesとして定義され、認証標準CS-LSAが発行された。
EUにおけるLSAクラスの制定の目的は、ウルトラライト機より強力なモデルに、軽飛行機としての簡易的な認証を取得する機会を与えることだった。
アメリカ合衆国とは異なり、規定への適合について製造メーカーの自主申告だけではなく、航空局による製造メーカーとしての承認を得る必要がある。
LSAの構造はウルトラライト機に非常に近く、また部分的には同じであるが、LSAは航空スポーツ器具ではなく、操縦免許と登録を要求される軽飛行機である。加えて、ヨーロッパにおける航空スポーツ器具の承認と使用に関する規制は、各国でそれぞれに規定されており、標準化されておらず、法規的な観点から見て、舵面操縦式のウルトラライト機とLSAを同列に見なすことは間違っている。

#### 機体要件
（出典:CS-LSA）
- 最大離陸重量:600kg（陸上機）、650kg（水上機）
- 最大失速速度[注 2]:最大重量かつ限界重心位置状態の着陸形態で83km/h
- 最大座席数:2座（パイロット含む）
- 最大エンジン/電動モーター数:1[注 4]
- キャビン：非与圧

#### 飛行条件
パイロットはLight Aircraft Pilot License以上の技能証明が必要。
昼間有視界飛行方式のみ。アクロバット飛行を除く。

### ラテンアメリカ
いくつかのラテンアメリカ諸国においても、通常Aeronave Deportiva Livianaと呼ばれるLSA区分が設けられている。この区分は、アルゼンチン、ボリビア、チリなどの航空法および規則で規定されている。コロンビアでは、LSAクラスの航空機を"aeronave ultraliviana de categoría acrobática"（アクロバット向けウルトラライト機）と呼んでいる。

### 日本
先行して導入されていた欧米諸国のLSAを参考にLSAの飛行許可条件を明確化するため、2022年12月26日に改正された国土交通省サーキュラーNo.1-006「研究開発用航空機等の試験飛行等の許可について」において、「軽量スポーツ航空機」の名称で研究開発用航空機等の一つとして定義された。航空局に登録することで識別記号（JX0001～JX9999）が付与される。
アメリカ合衆国のLSAに即した要件の機体であり、研究開発用航空機、自作航空機と共に研究開発用航空機等として扱われ、航空局の審査を経て、航空法第11条ただし書きの規定により試験飛行の許可を得ることができる。なお、物品や人員の輸送、薬剤散布などは試験飛行として許可されない。

#### 機体要件
（出典:サーキュラーNo.1-006）
- 最大離陸重量：1320Lbs以下（陸上機）、1430Lbs以下（水上機）
- 連続出力の置ける水平最大速度[注 2]：120kn以下
- 高揚力装置未使用時の失速速度[注 2]：45kn以下
- 搭乗者：1人または2人（操縦者以外の搭乗者は、目的に必要な者に限る[28]）
- エンジン装備の場合：単発レシプロ機
- プロペラ：固定ピッチまたは地上調整ピッチ
- キャビン：非与圧
- 降着装置：固定（水上機以外）、固定または引込（水上機の場合）
- その他：製造者により設計、製造、品質保証され、LSAに関するASTM規格に適合していること。

なお、上述の要件を満たした機体であっても、購入したキットから製作した場合は、自作航空機として扱われる。
上記の条件を逸脱していても、欧州航空安全庁によるCS-LSAの適用を受けた型式証明を有する輸入機についてはLSAと見なされる。

#### 運用に必要な許可・資格
LSAの試験飛行許可要件は、サーキュラーNo.1-006に示されている。
研究開発用航空機、自作航空機と同様に航空法第11条ただし書きの許可を得ることで、試験飛行を実施できる。
試験飛行は、昼間における有視界飛行方式で場周空域内での飛行、および人口密集地を避けた2地点間の飛行（管制圏、特別管制空域を除く）に限定される。
操縦資格については航空法第28条第3項が適用され、特に2地点間の飛行を行う場合には、操縦者が適切な技能証明（すなわち操縦士資格）および航空身体検査証明が必須となる。
また点検・整備については航空整備士相当の技能証明を求められる。